# Vicente Amador Flor
Vicente Amador Flor Cedeño (Portoviejo, Manabí, 19 de julio de 1903-3 de diciembre de 1975) fue un poeta ecuatoriano conocido por sus poemas sobre Portoviejo, la cual era su ciudad natal.

## Biografía
Sus padres fueron Efrén Flor Guerrero y Julia María Cedeño de Flor. Asistió al colegio "Olmedo" (Bachillerato Olmedo) pero lo abandonó antes de graduarse. Tuvo seis hijos con su esposa Clorinda Sacoto. 
El parque central de Portoviejo lleva su nombre en su honor desde el 30 de octubre de 1981, y muchas instituciones educativas en Ecuador también llevan su nombre. Mientras que un busto de Flor fue colocado en el parque central de Portoviejo en 1983.

## Trabajos
Sus poemas populares incluyen:
- “Canto a Portoviejo”
- “Atardecer”
- “Advenimiento de Portoviejo”

### Sus libros incluyen
- “Romanza de la Ausencia”
- “Motivos de Ayer y de Hoy”
- “Cuatro Voces de la Poesía Manabita”
- “Antología Poética

## Premios
- Primer premio Primeros Juegos Florales por su poema Romanza de ausencia (1923)
- Lira de Oro por su poema Canto a Manta (1931)
- Primer premio en el concurso Poemas a la madre (1948)
- Medalla de Oro de la ciudad de Portoviejo (1953)
- “Condecoración Nacional Al Mérito en el Grado de Comendador” por el gobierno de Ecuador (1962)